# ساتائوا
ساتائوا (انگلیسی: Sataua) یک روستا در جزیره ساوایی (Savai'i) در ساموا (Samoa) است. این روستا در انتهای شمال غربی این جزیره در منطقه ویسیگانو (Vaisigano) قرار دارد.
جمعیت ۸۷۴ نفر (سرشماری سال ۲۰۰۶) است.